# سحابی زحل
سحابی زحل (انگلیسی: Saturn Nebula) سحابی سیاره‌نما با قدر هشت در صورت فلکی دلو است که شکل آن در ظاهر شبیه به حلقه‌های زحل است. این سحابی نخستین‌بار توسط ویلیام هرشل در سال ۱۷۸۲ کشف شد و حدود ۵۲۰۰ سال نوری با زمین فاصله دارد.
این سحابی در اطراف یک ستاره کم جرم تشکیل شده‌است که لایه‌های بیرونی آن در فضا به شکل بیضی سبز، نارنجی، زرد و آبی دیده می‌شود. نام علمی این سحابی 7009 NGC بوده و ستاره مرکزی این سحابی بسیار درخشان است. میزان درجه حرارت ستاره درخشان مرکز این سحابی ۵۵۰۰۰ کلوین (۹۸۵۴۰ فارنهایت) برآورد شده‌است.